# Boseind

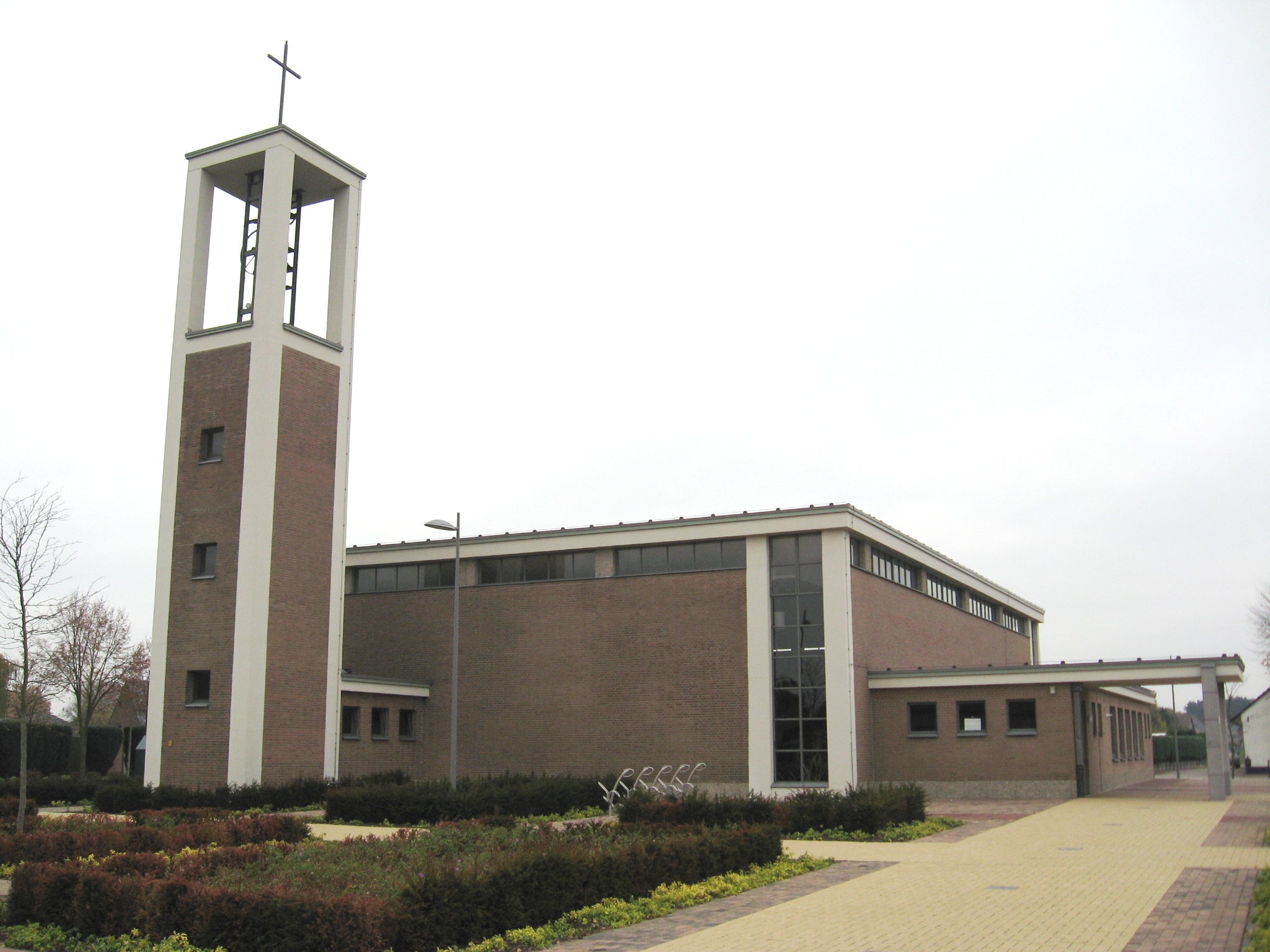
De Sint-Jozefskerk

Boseind is een buurt in de Belgische gemeente Neerpelt. Boseind telt ongeveer 6000 inwoners. De vroegere bossen werden gerooid om plaats te maken voor landbouw, vandaar de naam Boseind (einde van het bos). Sinds de jaren 50 hebben de landbouwbedrijven plaatsgemaakt voor nieuwe woonwijken. 
In Boseind bevindt zich ook de gemeentelijke begraafplaats van Neerpelt.

## Bezienswaardigheden
- In de nabijheid van Boseind bevindt zich, aan de Romeinse Dijk, een prehistorisch urnenveld uit de IJzertijd; het dateert van 700 v. Chr. - 300 v. Chr.
- De Sint-Jozefskerk is een moderne zaalkerk.

## Nabijgelegen kernen
Herent, Neerpelt, Overpelt, Achel